# Cannon Street Railway Bridge
Cannon Street Railway Bridge – most kolejowy w centrum Londynu, między Southwark Bridge i London Bridge. Jest przeznaczony dla transportu kolejowego do Cannon Street Station, znajdującej się po jego północnej stronie. Pierwotnie most nosił nazwę Alexandra Bridge, na cześć córki króla Danii Christiana IX Duńskiego oraz żony króla Edwarda VII.
Cannon Street Railway Bridge zaprojektowany został przez Johna Hankshawa i Johna Wolfe-Barry'ego na potrzeby kolei brytyjskich – South Eastern Railway. Prace budowlane trwały trzy lata a w 1866 nastąpiło oficjalne otwarcie mostu, który pierwotnie posiadał pięć łuków i zbudowany był z żelazowych kolumn w stylu doryckim. Wkrótce po otwarciu w latach 1886 – 1893, został przedłużony do Francis Brady a w latach 1979 – 1982 został odnowiony i usunięte zostały z niego elementy zdobiące.